# Chauvigné
Chauvigné är en kommun i departementet Ille-et-Vilaine i regionen Bretagne i nordvästra Frankrike. Kommunen ligger i kantonen Antrain som tillhör arrondissementet Fougères-Vitré. År 2022 hade Chauvigné 807 invånare.

## Befolkningsutveckling
Antalet invånare i kommunen Chauvigné
Referens:INSEE